# Yazu
Yazu (八頭町?, Yazu-chō) è una cittadina giapponese della prefettura di Tottori.